# Ngwe Kyun
Ngwe Kyun (llamada por los británicos Money Island, literalmente «isla del Dinero») es una isla en el archipiélago de Mergui en la Región de Taninthayi, al sur de Birmania (Myanmar). Se encuentra entre la isla Letsok-aw, al sur, y la isla de Sabi (Trotter) al norte. El paso entre Sabi y la isla Ngwe Kyun es muy poco profundo. El pueblo principal sobre la isla es Kyauk Lait, en la costa sureste. Los demás grandes pueblos están en la costa noreste. La isla es muy boscosa y tiene pequeñas bahías con playas de arena en el lado oeste.